# Stadtbezirk 1 (Düsseldorf)
Der Stadtbezirk 1 ist einer von zehn Stadtbezirken der nordrhein-westfälischen Landeshauptstadt Düsseldorf. Er umfasst dabei die Stadtteile Altstadt, Carlstadt, Derendorf, Golzheim, Pempelfort und Stadtmitte. Die Form der Stadtbezirke zur Gliederung der Stadt Düsseldorf wurde 1975 eingeführt. Der Sitz der Bezirksverwaltung befindet sich im Wilhelm-Marx-Haus.
Im Gegensatz zu anderen nordrhein-westfälischen Großstädten wie zum Beispiel Köln oder Duisburg verfügen die Stadtbezirke in Düsseldorf nicht über Eigennamen, sondern werden lediglich mit einer Ziffer bezeichnet.
Alle Stadtteile sind dicht bebaut, denn dieser Stadtbezirk setzt sich aus den Teilen der Kernstadt zusammen. Dazu gehören der Gründungsort Altstadt sowie die ersten Stadterweiterungen wie die Carlstadt.

## Fotogalerie

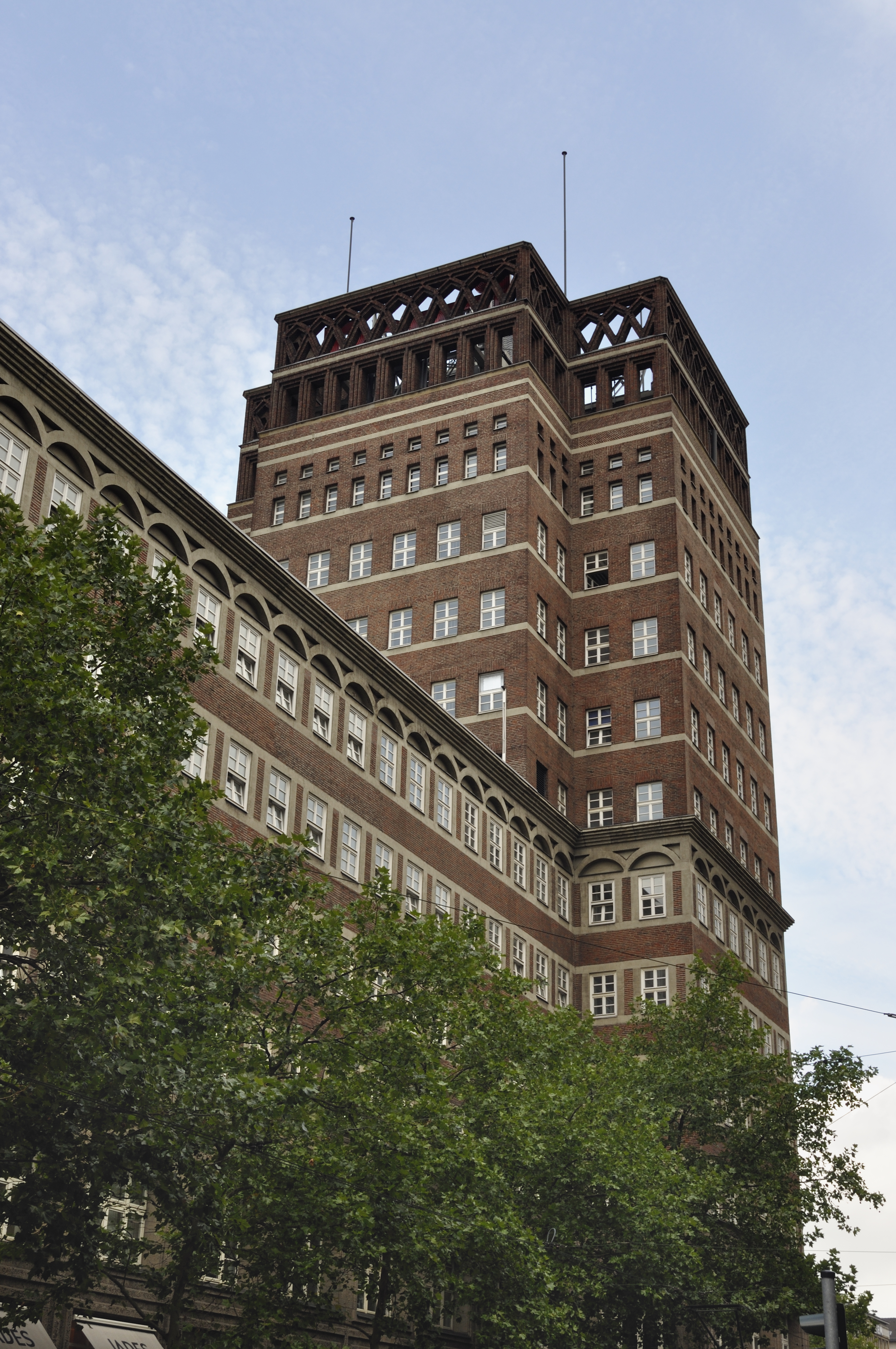
Wilhelm-Marx-Haus, Sitz der Bezirksverwaltung
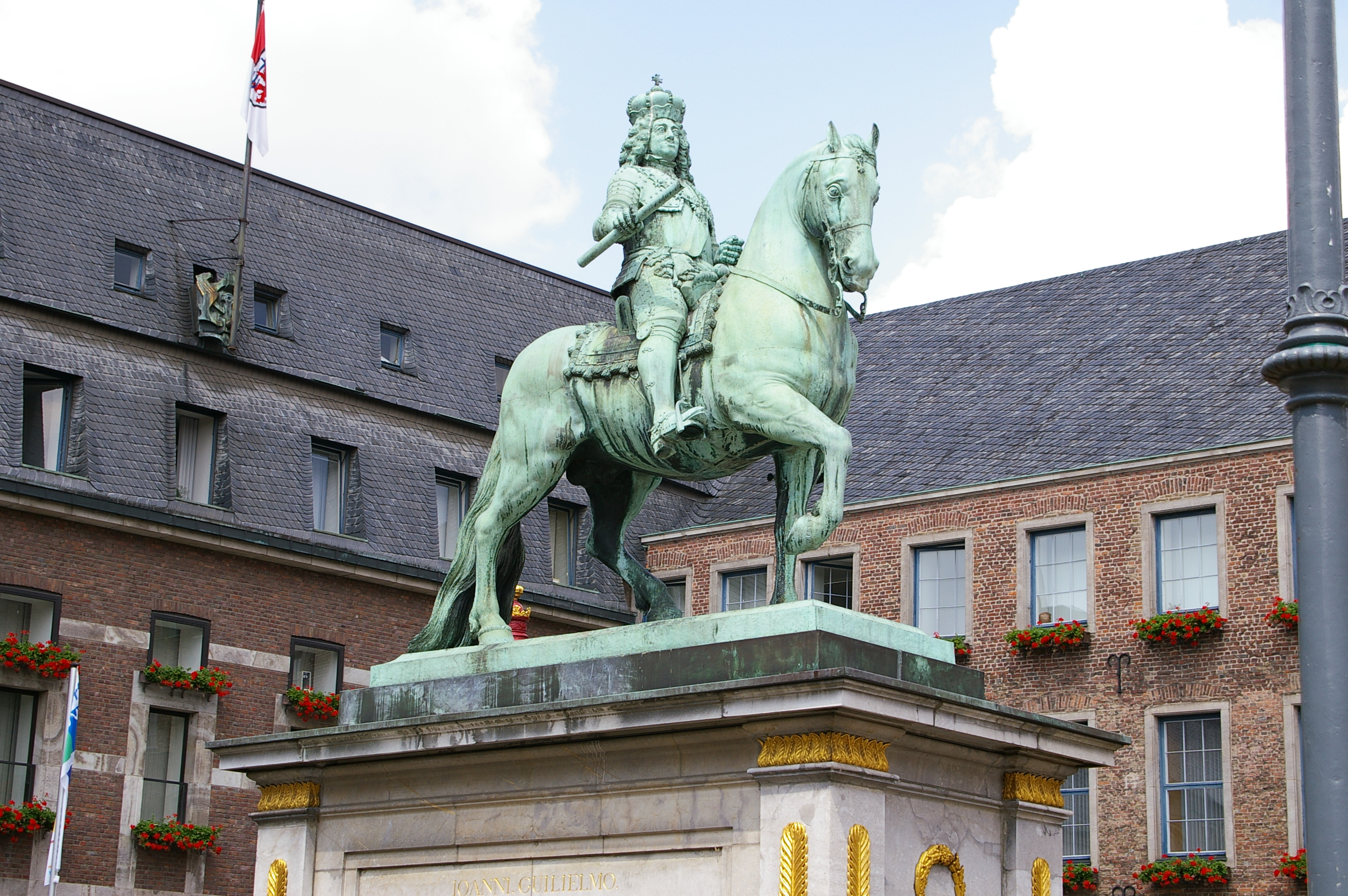
Jan-Wellem-Reiterstandbild vor dem Rathaus
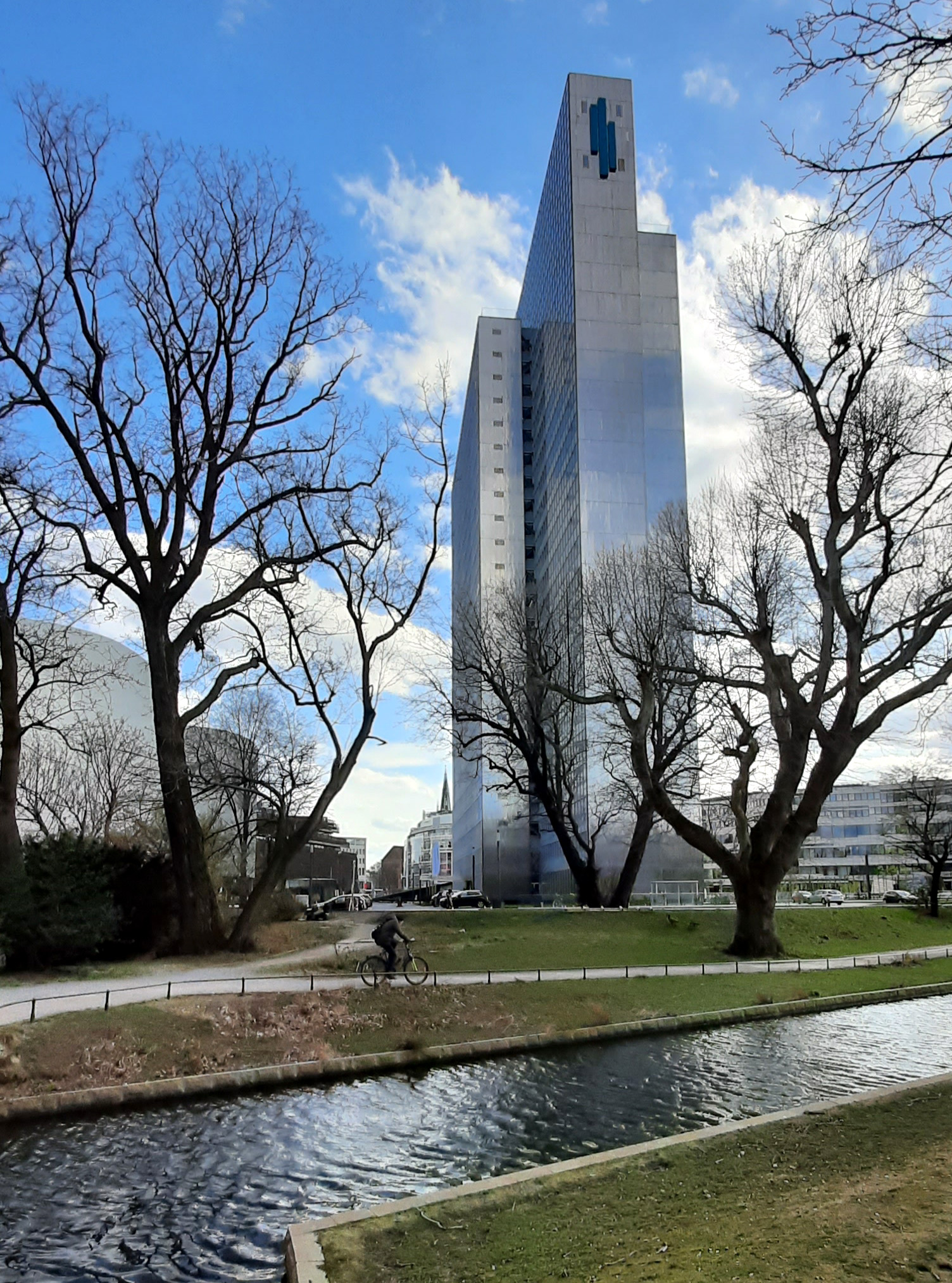
Dreischeibenhaus am Hofgarten
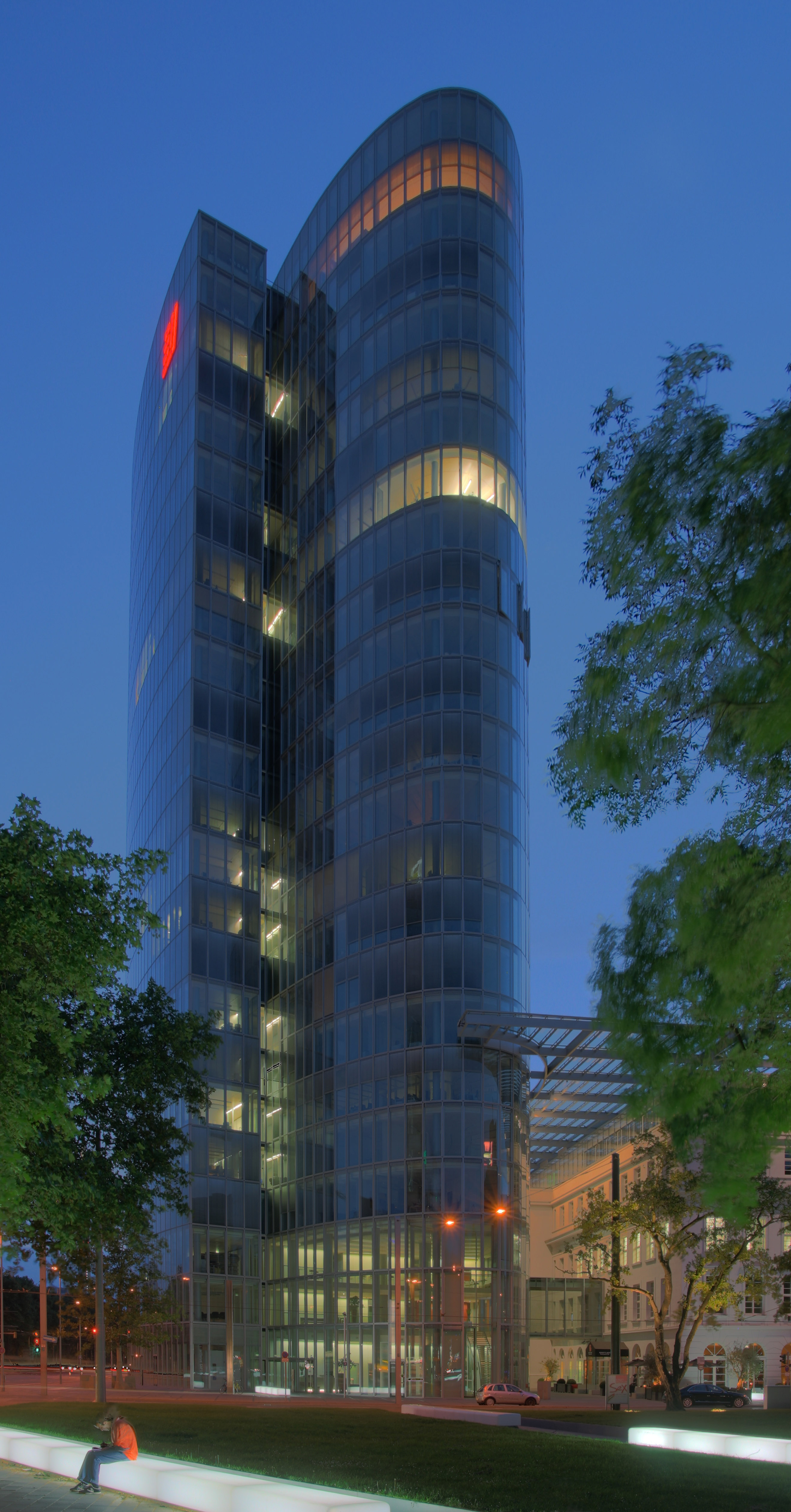
GAP 15, Graf-Adolf-Platz

## Politik
| Sitzverteilung in der Bezirksvertretung Stadtbezirk 1 Düsseldorf 2020Insgesamt 19 Sitze - Linke: 1 - SPD: 3 - Grüne: 6 - Volt: 1 - CDU: 5 - FDP: 2 - AfD: 1 Bezirksvertretungswahl 2020in Prozent %3020100 29,517,010,24,53,02,83,6 GrüneCDUSPDFDPLinkeVoltAfDSonst.Gewinne und Verlusteim Vergleich zu 2014 %p 14 12 10 8 6 4 2 0 −2 −4 −6 −8−10−12+12,7−6,7−11,6+2,0−1,4+3,0+2,8−0,8GrüneCDUSPDFDPLinkeVoltAfDSonst. |